# Hymne de la république socialiste soviétique de Géorgie
L' hymne de la république socialiste soviétique de Géorgie (géorgien : საქართველოს სსრ სახელმწიფო ჰიმნი) était l'hymne national de la république socialiste soviétique de Géorgie, lorsque le pays faisait partie de l'URSS,,.

## Histoire
La musique a été composée par Otar Taktakishvili, les paroles ont été écrites par Grigol Abashidze et Alexander Abasheli. Certaines strophes des paroles originales font référence au dirigeant de l'Union soviétique Joseph Staline, né en Géorgie. À sa mort, certaines paroles de l'hymne ont été supprimées et remplacées par de nouvelles dans le cadre du programme de déstalinisation de Nikita Khrouchtchev. 
C'est l'un des trois hymnes nationaux des républiques soviétiques qui ne mentionne pas le peuple russe, avec les hymnes de la RSS d'Estonie et de la RSS de Carélie-Finlande, cette dernière s'étant intégrée à la république socialiste fédérative soviétique de Russie dans les années 1950.

## Paroles
La version originale a été utilisée entre 1946 et 1956,  puis a été remplacée par une version post-stalinienne jusqu'à la dissolution de l'Union soviétique en 1991. 

### Version post-stalinienne
| Georgien | transcription API |
| --- | --- |
| იდიდე მარად, ჩემო სამშობლოვ, გმირთა კერა ხარ განახლებული, დიად პარტიის ნათელი აზრით ლენინის სიბრძნით ამაღლებული. შენი ოცნება ასრულდა, რისთვისაც სისხლი ღვარეო, მშრომელი კაცის მარჯვენით აყვავებულო მხარეო. დიდი ოქტომბრის დროშის სხივებმა შენ გაგინათეს მთები ჭაღარა, თავისუფლებამ და შემართებამ გადაგაქციეს მზიურ ბაღნარად. მოძმე ერების ოჯახში ამაღლდი, გაიხარეო, მეგობრობით და გმირობით გამორჯვებულო მხარეო. უხსოვარ დროდან ბრწყინავდა შენი აზრი, ხმალი და გამბედაობა, დღეს საქართველოს ნათელ მომავალს სჭედს ლენინური წრთობის თაობა. კომუნიზმის მზე დაგნათის, კაშკაშა, მოელვარეო, იდიდე მრავალჟამიერ, ჩემო სამშობლო მხარეო. | [i.di.dɛ mɑ.ɾɑtʰ t͡ʃʰɛ.mɔ sɑm.ʃɔ.bɫɔβ ‖] [gmiɾ.tʰɑ k’ɛ.ɾɑ χɑɾ gɑ.nɑ.χlɛ.bu.li ‖] [di.ɑtʰ p’ɑɾ.t’iːs nɑ.tʰɛ.li ɑz.ɾitʰ] [lɛ.ni.nis si.bɾd͡z.nitʰ ɑ.mɑ.ʁlɛ.bu.li ‖] [ʃɛ.ni ɔ.t͡sʰnɛ.bɑ ɑs.ɾuɫ.dɑ ‖] [ri.stʰʷi.sɑs si.sχli ʁʷɑ.ɾɛ.ɔ ǀ] [mʃɾɔ.mɛ.li ǀ k’ɑ.t͡sʰis mɑɾ.d͡ʒʷɛ.nitʰ] [ɑ.q(χ)’ʷɑ.βɛ.bu.ɫɔ mχɑ.ɾɛ.ɔ ‖] [di.di ɔkʰ.t’ɔm.bɾis dɾɔ.ʃis sχi.βɛb.mɑ] [ʃɛn gɑ.gi.nɑ.tʰɛs mtʰɛ.bi t͡ʃ’ɑ.ʁɑ.ɾɑ ǀ] [tʰɑ.βi.su.pʰlɛ.bɑm dɑ ʃɛ.mɑɾ.tʰɛ.bɑm] [gɑ.dɑ.gɑkʰ.t͡sʰi.ɛs mzi.uɾ bɑ.ʁnɑ.ɾɑtʰ ‖] [mɔ.d͡zmɛ ɛ.ɾɛ.bis ɔ.d͡ʒɑ.χʃi ǀ] [ɑ.mɑ.ʁɫdi gɑ.i.χɑ.ɾɛ.ɔ ǀ] [mɛ.gɔ.bɾɔ.bitʰ dɑ gmi.ɾɔb.itʰ] [gɑ.mɔɾ.d͡ʒʷɛ.bu.ɫɔ mχɑ.ɾɛ.ɔ ‖] [uχ.sɔ.βɑɾ dɾɔ.dɑn bɾt͡s’q’i.nɑβ.dɑ ʃɛ.ni] [ɑz.ri χmɑ.li gɑ gɑm.bɛ.dɑ.ɔ.bɑ ǀ] [dʁɛs sɑ.kɑɾ.tʰʷɛ.ɫɔs nɑ.tʰɛl mɔ.mɑ.βɑɫs] [ʃt͡ʃ’ɛd͡z lɛ.ni.nu.ɾi t͡s’ɾtʰɔ.bis tʰɑ.ɔ.bɑ ‖] [k’ɔ.mu.niz.mis mzɛ dɑ.gnɑ.tʰis ǀ] [k’ɑ.ʃk’ɑ.ʃɑ mɔ.ɛ.ɫʷɑ.ɾɛ.ɔ ǀ] [i.di.dɛ mɾɑ.βɑɫ.ʒɑ.mi.ɛɾ ǀ] [t͡ʃʰɛ.mɔ sɑm.ʃɔ.bɫɔ mχɑ.ɾɛ.ɔ ‖] |

### Version originale
| Georgien | transcription API |
| --- | --- |
| იდიდე მარად, ჩვენო სამშობლოვ, გმირთა კერა ხარ გაუქრობელი, ქვეყანას მიეც დიდი სტალინი ხალხთა მონობის დამამხობელი. შენი ოცნება ასრულდა, რისთვისაც სისხლი ღვარეო, აყვავდი, ტურფა ქვეყანავ ილხინე, ქართველთ მხარეო. დიდი ოქტომბრის შუქით ლენინმა შენ გაგინათა მთები ჭაღარა, სტალინის სიბრძნემ ძლევით შეგმოსა გადაგაქცია მზიურ ბაღნარად. მოძმე ერების ოჯახში დამკვიდრდი, გაიხარეო, აყვავდი, ტურფა ქვეყანავ ილხინე, ქართველთ მხარეო. უხსოვარ დროდან ბრწყინავდა შენი აზრი, ხმალი და გამბედაობა, დღეს შენს დიდებას, ნათელ მომავალს სჭედს სტალინური წრთობის თაობა. საბჭოთა დროშა დაგნათის, მზესავით მოელვარეო, აყვავდი, ტურფა ქვეყანავ ილხინე, ქართველთ მხარეო. | [i.di.dɛ mɑ.rɑd ǀ t͡ʃʰʷɛ.nɔ sɑm.ʃɔ.blɔβ ǀ] [gmir.tʰɑ k’ɛ.ra χɑr gɑ.u.kʰrɔ.bɛ.li ǀ] [kʷɛ.q’ɑ.nɑs mi.ɛt͡sʰ di.di st’ɑ.li.ni] [χɑlχ.tʰɑ mɔ.nɔ.bis dɑ.mɑm.χɔ.bɛ.li ‖] [ʃɛ.ni ɔt͡sʰ.nɛ.bɑ ɑs.rul.dɑ ǀ] [ri.stʰʷi.sɑs sis.χli ʁʷɑ.rɛ.ɔ ǀ] [a.q’ʷɑβ.di ǀ t’ur.pʰɑ kʰʷɛ.q’ɑ.nɑβ] [il.χi.nɛ ǀ kʰar.tʰʷɛltʰ mχa.rɛ.ɔ ‖] [di.di ɔkʰ.t’ɔm.bris ʃu.kʰit lɛ.nin.mɑ] [ʃɛn gɑ.gi.nɑ.tʰɑ mtʰɛ.bi t͡ʃ’ɑ.ʁɑ.rɑ ǀ] [st’ɑ.li.nis si.brd͡z.nɛm d͡zlɛ.βitʰ ʃɛg.mɔ.sɑ] [gɑ.dɑ.gɑkʰ.t͡sʰi.ɑ mzi.ur bɑʁ.nɑ.rɑd ‖] [mɔd͡z.mɛ ɛ.rɛ.bis ɔ.d͡ʒɑχ.ʃi ǀ] [dɑm.k’ʷi.dr.di ǀ gɑ.i.χɑ.rɛ.ɔ ǀ] [ɑ.q’ʷɑβ.di ǀ t’ur.pʰɑ kʰʷɛ.q’ɑ.nɑβ] [il.χi.nɛ ǀ kʰɑr.tʰʷɛltʰ mχɑ.rɛ.ɔ ‖] [uχ.sɔ.βɑr drɔ.dɑn brt͡s’.q’i.nɑβ.nɑ ʃɛ.ni] [ɑz.ri ǀ χmɑ.li dɑ gɑm.bɛ.dɑ.ɔ.bɑ] [dʁɛs ʃɛns di.dɛ.bɑs ǀ nɑ.tʰɛl mɔ.mɑ.βɑls] [ʃt͡ʃ’ɛd͡z st’ɑ.li.nu.ri t͡s’r.tʰɔ.bis tʰɑ.ɔ.bɑ ‖] [sɑb.t͡ʃ’ɔ.tʰɑ drɔ.ʃɑ dɑg.nɑ.tʰis ǀ] [mzɛ.sɑ.βit mɔ.ɛ.lʷɑ.rɛ.ɔ ǀ] [ɑ.q’ʷɑβ.di ǀ t’ur.pʰɑ kʰʷɛ.q’ɑ.nɑβ] [il.χi.nɛ ǀ kʰɑr.tʰʷɛltʰ mχɑ.rɛ.ɔ ‖] |

### Traduction de la version originale
Sois glorifiée pendant des siècles, notre Patrie,
Le foyer inextinguible des héros,
Tu as donné au monde le grand Staline
Destructeur de l'esclavage des nations
Votre rêve est devenu réalité
Pour lequel tu as saigné
Bloom cher pays
Bénis la terre géorgienne
Par le rayonnement du Grand Octobre Lénine
J'ai illuminé les montagnes grises pour toi
La sagesse de Staline vous a conduit à des victoires
Et transformé en un jardin ensoleillé
Dans la famille des peuples frères
Installez-vous et réjouissez-vous
Bloom cher pays
Bénis la terre géorgienne
Brillez depuis des temps immémoriaux
Votre esprit, votre épée et votre courage.
Aujourd'hui ta gloire, brillant avenir
Forge une génération de durcissement stalinien.
Le drapeau soviétique brille
Comme le soleil est brillant
Bloom cher pays
Bénis la terre géorgienne
Traduction Post-stalinienne
Sois glorifiée pendant des siècles, ma Patrie,
Mise à jour du foyer des héros,
Tu es l'esprit brillant de la grande fête
Et exalté par la sagesse de Lénine.
Votre rêve est devenu réalité
Pour lequel tu as saigné
La main infatigable du travailleur
Vous a amené à vous épanouir.
Bannières brillantes du Grand Octobre
Illuminé tes pics gris,
Liberté, courage et vaillance
Vous a transformé en une terre ensoleillée.
Dans la famille fraternelle des peuples
Vous avez atteint des sommets inimaginables
L'amitié et la force du peuple
Vous avez gagné et vous gagnez.
Brillez depuis des temps immémoriaux
Votre esprit, votre épée et votre courage.
Aujourd'hui, c'est le brillant avenir de la Géorgie
Forge une génération de léninistes endurcis.
Le soleil du communisme brille
Tout est plus lumineux au dessus de toi
Sois glorifiée pendant des siècles, ma Patrie,
Ma terre natale !

## Partitions
- La version pour un orchestre symphonique.
- La version pour une composition plus petite.